# Anthochlamys multinervis
Anthochlamys multinervis är en amarantväxtart som beskrevs av Karl Heinz Rechinger. Anthochlamys multinervis ingår i släktet Anthochlamys och familjen amarantväxter. Inga underarter finns listade i Catalogue of Life.